# Рудокопівська сільська рада
Рудокопівська сільська рада — колишня адміністративно-територіальна одиниця та орган місцевого самоврядування у Червоноармійському (Пулинському), Соколовському, Новоград-Волинському районах і Новоград-Волинській міській раді Волинської округи, Київської та Житомирської областей Української РСР з адміністративним центром у селі Рудокопи.

## Населені пункти
Сільській раді на час ліквідації були підпорядковані населені пункти:
- с. Рудокопи.

## Історія та адміністративний устрій
Створена 27 жовтня 1926 року як німецька національна сільська рада, у складі колоній Амалина, Забарський Шлях, Нова Рудня і Рудокопи Улашанівської та Соколівської сільських рад Пулинського (згодом — Червоноармійський) району Волинської округи. 20 червня 1930 року передана до складу новоутвореного Соколовського району Волинської округи. 15 вересня 1930 року, відповідно до постанови ВУЦВК та РНК УСРР «Про ліквідацію округ та перехід на двоступеневу систему управління», сільську включено до складу Новоград-Волинського району Української СРР. 1 червня 1935 року, відповідно до постанови Президії ЦВК Української СРР «Про порядок організації органів радянської влади в новоутворених округах», сільську раду передано до складу Новоград-Волинської міської ради Київської області. 17 жовтня 1935 року включена до складу новоствореного Червоноармійського району Київської області. Станом на 1 жовтня 1941 року колонії Амалина, Забарський Шлях та Нова Рудня не перебували на обліку населених пунктів.
Станом на 1 вересня 1946 року сільська рада входила до складу Червоноармійського району Житомирської області, на обліку в раді перебувало с. Рудокопи.
Ліквідована 11 серпня 1954 року, відповідно до указу Президії Верховної ради Української РСР «Про укрупнення сільських рад по Житомирській області», територію ради та с. Рудокопи приєднано до складу Андріївської сільської ради Червоноармійського Житомирської області.